# Georges Juliard
Georges Juliard est un homme politique français, né le 8 avril 1888 à Nîmes (Gard) et mort le 13 mars 1975 à Genève (Suisse).

## Biographie
Il naît et grandit dans une famille bourgeoise de Nîmes. Il passe le diplôme de l'École nationale des beaux-arts, mais il interrompt ses études pour combattre à Verdun en 1915 et 1916. À la fin de la guerre, il se lance dans la décoration et fonde la société « Art et construction » et plusieurs magasins.
Il fait un bref passage à l'Action française, qui compte dans ses rangs beaucoup d'anciens combattants. Mais c'est à partir des années 1950 qu'il se rapproche de Pierre Poujade : il devient l'une des figures de son mouvement, l'Union de défense des commerçants et artisans (UDCA); il en est le président départemental, l'un des délégués nationaux et des membres du Conseil national. Il occupe alors les fonctions de président de la Chambre syndicale patronale du bâtiment et travaux publics (BTP) du Gard et de membre de la Chambre de commerce de Nîmes.
Il se présente alors aux élections législatives de 1956 dans le Gard en tête de la liste d'Union et de fraternité française, soutenue par l'UDCA et apparentée à deux autres petits mouvements. Il parvient à obtenir un siège sur les cinq dévolus habituellement aux trois grands partis (MRP, PCF et SFIO).
Inscrit au groupe poujadiste à l'Assemblée nationale, il le quitte en 1957 pour le groupe des indépendants et paysans d'action sociale. La plupart de ses interventions seront consacrées à la défense des petites et moyennes entreprises (PME); il sera également juge suppléant à la Haute Cour de justice. Il sera favorable au retour au pouvoir du général de Gaulle.
Il ne se représente pas en 1958 et quitte la vie politique. Il meurt en 1975 à Genève.

## Fonctions
- Député du Gard (1956-1958)

## Distinctions
- Médaille de Verdun
- Croix du combattant